# Lietzengraben
Der Lietzengraben (Ausspracheⓘ) ist ein am nordöstlichen Stadtrand von Berlin gelegenes, teilweise künstliches Fließgewässer. Sein Quellgebiet liegt in der Schönower Heide, westlich des zur Stadt Bernau bei Berlin gehörenden Ortsteils Schönow im Land Brandenburg. Nach zirka 10 Kilometer mündet er zwischen Berlin-Buch und Berlin-Karow rechtsseitig in die Panke. 
Das 45,3 Quadratkilometer große Einzugsgebiet (14,8 km² auf Berliner Territorium) umfasst die ehemaligen Rieselfelder zwischen Schönerlinde und Hobrechtsfelde, den als Landschaftsschutzgebiet ausgewiesenen Bucher Forst mit dem aus zwei Teilflächen gebildeten NSG Bogenseekette und Lietzengrabenniederung sowie das NSG Karower Teiche. Für den Erhalt der Feuchtbiotope in den Naturschutzgebieten kommt dem Lietzengraben eine besondere Bedeutung zu.
Über eine längere Strecke liegt die Landesgrenze zwischen Berlin und Brandenburg am nördlichen Ufer des Lietzengrabens.

## Namensherkunft
Der Wortteil Lietzen, der sich auch in Flurbezeichnungen wie Lietzow, Lützow, Lusce findet, hat seinen Ursprung wohl in dem slawischen Wort luccina, was Sumpf oder Lache bedeutet.
Der Wortteil Graben (vom Verb graben: Erde umwerfen, eine Vertiefung im Erdboden machen, einkerben) deutet auf einen vom Menschen geänderten Gewässerlauf. Derartige Eingriffe zeigen sich vor allem am Oberlauf (Entwässerung) und im unteren Teil (Bewässerung) des Lietzengrabens.

## Geografie

### Naturraum
Der Lietzengraben ist Teil des zwischen Oranienburg und Bernau gelegenen Westbarnims, einer hauptsächlich von Sandern überprägten Grundmoränenlandschaft, die vor rund 18.000 Jahren durch die Frankfurter Staffel entstand. Die leicht wellige Landschaft ist arm an Gewässern. Diese finden sich – neben vereinzelten Seen (Gorinsee, Mühlenbecker See, Summter See) – vorrangig in den Rinnentälern, durch welche die Schmelzwasser nach Süden in das Berliner Urstromtal abflossen. Auch in der Folgezeit entwässerte der höher gelegene Westbarnim über diese Rinnen. Die Panke, das Tegeler Fließ, der Lietzengraben und die mit diesen Bächen verbundenen Nebengewässer verliefen ursprünglich in Mäanderform und bildeten Flussseen und moorige Uferzonen. Im Verlauf menschlicher Siedlungsgeschichte ist diese Ursprünglichkeit der Flusslandschaften allerdings weitgehend verloren gegangen.
Ein besonders gravierender Eingriff in den Naturraum entlang des Lietzengrabens erfolgte ab Ende des 19. Jahrhunderts bis in die 1980er Jahre durch die Entsorgung von Abwässern der Großstadt Berlin. Damit einhergehende Veränderungen im Wasser- und Nährstoffhaushalt der als Rieselfelder genutzten Flächen prägen die Landschaft und den Charakter des Lietzengrabens bis in die Gegenwart. 
Der Lietzengraben liegt auf dem Territorium des Naturparks Barnim.  

### Quelle

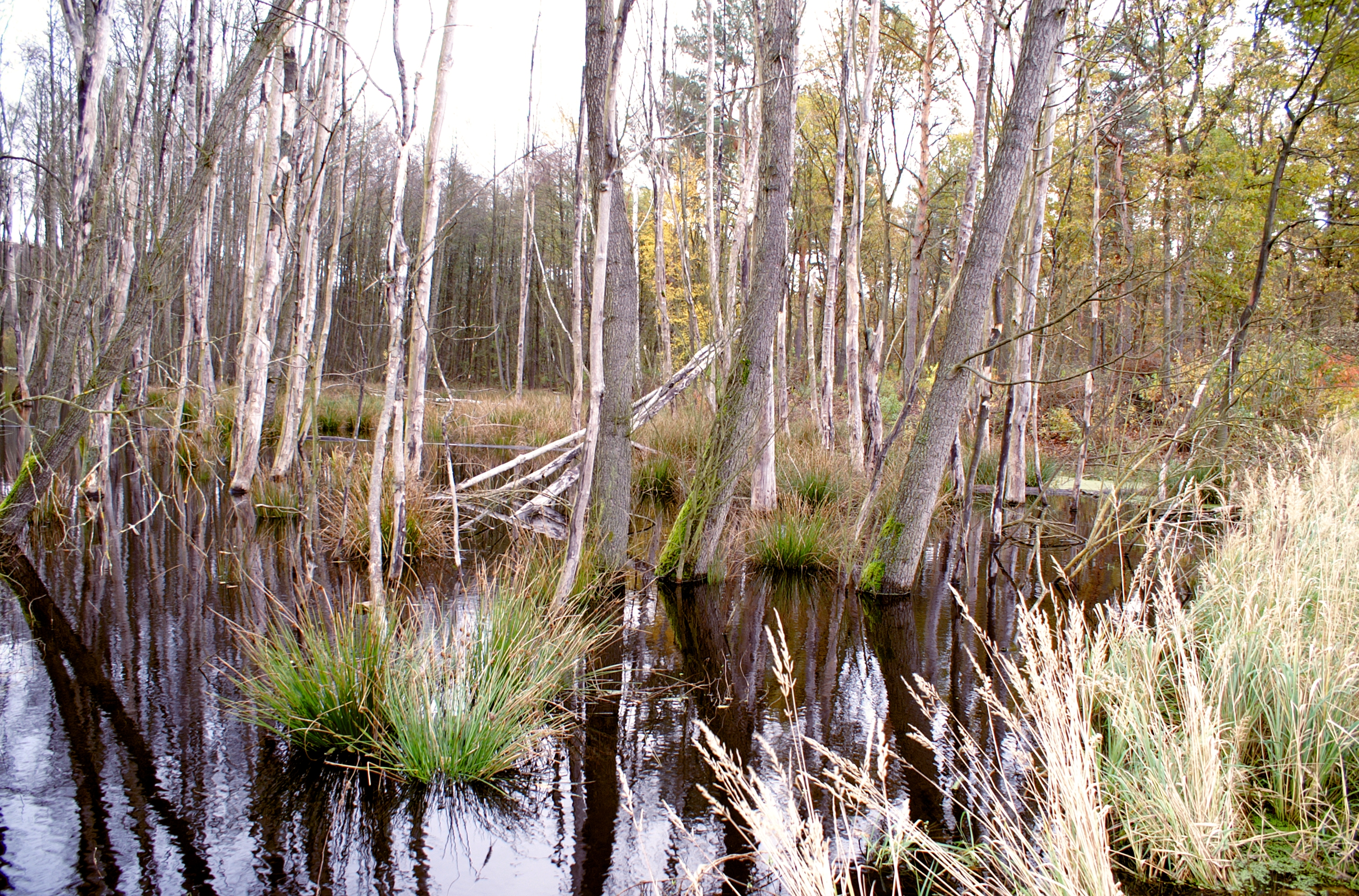
Das Quellgebiet des Lietzengrabens in der Schönower Heide

Die Quelle des Lietzengrabens liegt im Land Brandenburg, westlich des Ortes Schönow, einem Ortsteil der Stadt Bernau. Er nimmt seinen Ausgang südlich der Landesstraße 30, erhält aber den stärkeren Wasserzufluss aus dem nördlich der Straße angrenzenden Rohrbruch, einem Feuchtgebiet am Südrand der Schönower Heide.

### Verlauf
Nach Unterquerung der L 30 fließt der Lietzengraben westwärts durch ein von Weideland bestimmtes Gelände, aus dem ihm mehrere Entwässerungsgräben zufließen. Auch der Lietzengraben selbst zeigt sich in diesem Bereich weitgehend als künstlich angelegter Entwässerungsgraben. Etwa 1,4 km nordwestlich von Hobrechtsfelde erreicht der Graben dann die inzwischen rekultivierte Rieselfeldlandschaft. Von hier verläuft er weiter südwärts, zunächst rund 500 Meter entlang der Landesgrenze von Berlin und Brandenburg, dann weiter auf Berliner Territorium am Rande des Bucher Forstes auf einer Länge von zirka 1,5 Kilometer. In diesem Abschnitt zweigt links der künstlich angelegte Seegraben ab, der den im NSG Bogenseekette liegenden Bogensee und die drei Bucher Karpfenteiche zusätzlich mit Wasser versorgt. Diese Teiche sind aus aufgelassenen Torfstichen entstanden und dienen als Angelgewässer des DAV. Nach dem Verlassen des Bucher Forstes erreicht der Lietzengraben etwa 250 Meter nördlich der Schönerlinder Chaussee das NSG Lietzengrabenniederung. Er unterquert die Chaussee und teilt sich danach in den Alten Lietzengraben und den künstlich angelegten (neuen) Lietzengraben. Der Alte Lietzengraben bildet nordwestlich der Teiche ein ausgedehntes Feuchtbiotop. Beide Flussarme unterqueren in einiger Entfernung voneinander die Trasse der Heidekrautbahn und erreichen – wieder zum Lietzengraben vereint – rund 400 Meter südlich des Zusammenflusses die BAB 10 sowie die Bucher Straße (L 1135), die nacheinander unterquert werden. In unmittelbarer Nähe führt der Barnimer Dörferweg über den Lietzengraben.

### Mündung

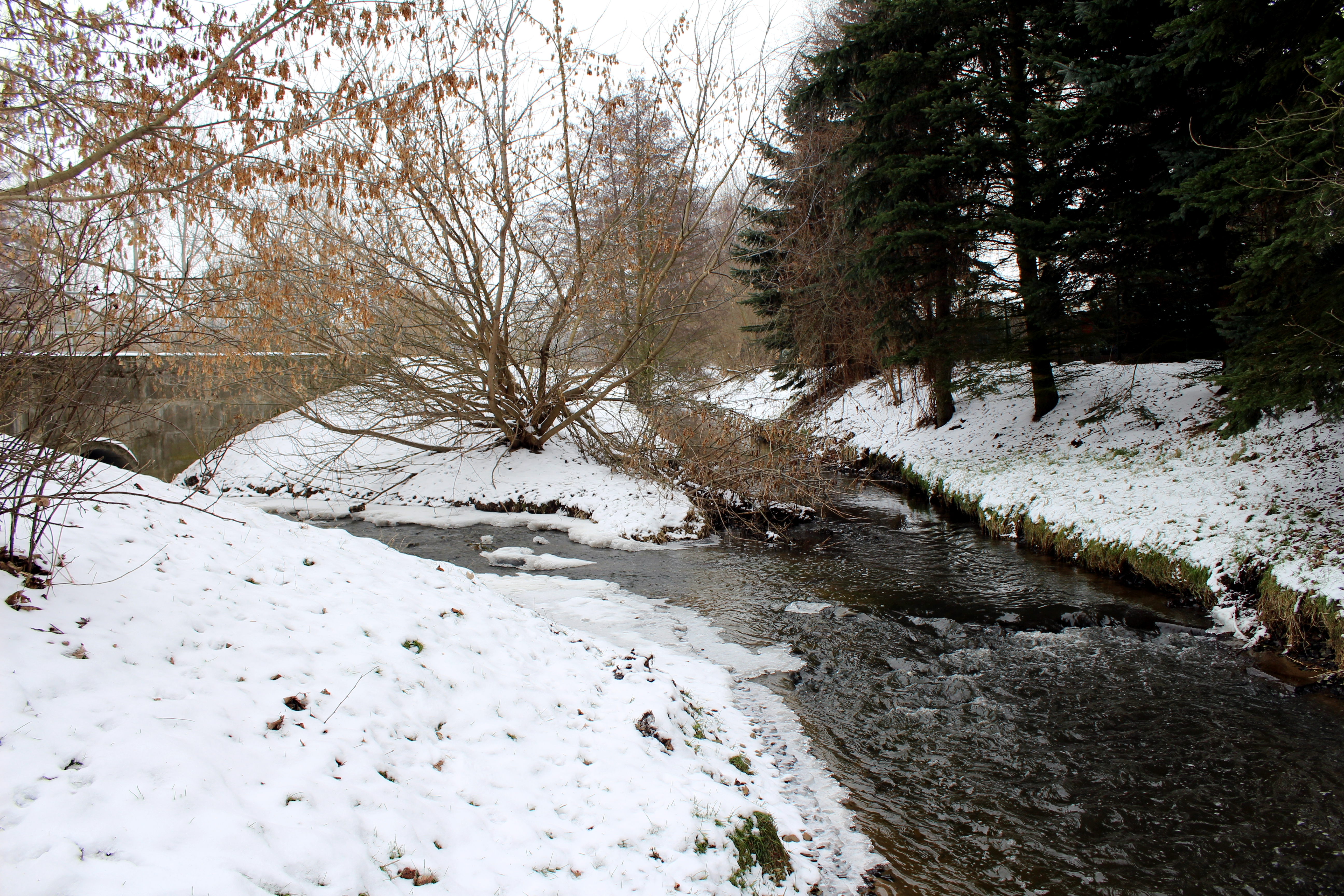
Mündung des Lietzengrabens in die Panke

In seinem letzten Teilstück fließt der Lietzengraben südöstlich durch das NSG Karower Teiche. Nach Aufnahme des von der Bucher Moorlinse kommenden Grabens 1 Buch und Unterquerung des Radfernweges Berlin-Usedom mündet er schließlich in die Panke.

## Bedeutung
Zur Zeit der intensiven Nutzung der Rieselfelder entwässerte der Lietzengraben, eingebunden in ein ausgedehntes Grabensystem, einen Großteil der reichlich anfallenden Wassermengen. Mit der Einstellung der Abwasserverrieselung in den 1980er Jahren und der beginnenden Renaturierung der einstigen Sickerflächen veränderte sich der Wasserhaushalt im Einzugsgebiet des Lietzengrabens gravierend. Nicht selten fielen in heißen Sommern die wasserzuführenden Gräben und teilweise auch der Lietzengraben selbst trocken. Eine ausreichende Wasserzufuhr für die im unteren Bereich des Grabens liegenden Oberflächengewässer der Bogenseekette und der Karower Teiche war damit nicht mehr gegeben.
2005 starteten der Senat von Berlin und die Berliner Forsten mit Fördermitteln der Europäischen Union ein umfangreiches Projekt zur Wiederbewässerung der ehemaligen Rieselfelder. Ein erster wichtiger Schritt war die Aufleitung von täglich rund 5000 Kubikmeter gereinigtem Abwasser aus dem Klärwerk Schönerlinde auf drei Reinigungsbiotope westlich von Hobrechtsfelde. Die damit erreichte Stabilisierung des Wasserhaushalts in der Region wird durch ein umfassendes hydrologisches Konzept ergänzt, das darauf abzielt, eine „nachhaltige Sicherung der wasserabhängigen, geschützten Biotope (Gewässer, Verlandungsbereiche, Niederungsmoor, Erlenbruchwald) im Einzugsgebiet des Lietzengrabens“ zu gewährleisten. Weiter geplante Maßnahmen sind der Bau von Fischtreppen, der Rückbau und die Erneuerung von Durchlässen sowie die Reaktivierung von Gräben.
Der im Hobrechtswald angelegte Rieselwanderweg entlang des Lietzengrabens und der Reinigungsbiotope vermittelt ein umfangreiches Bild von den hydrologischen Maßnahmen in der Region.

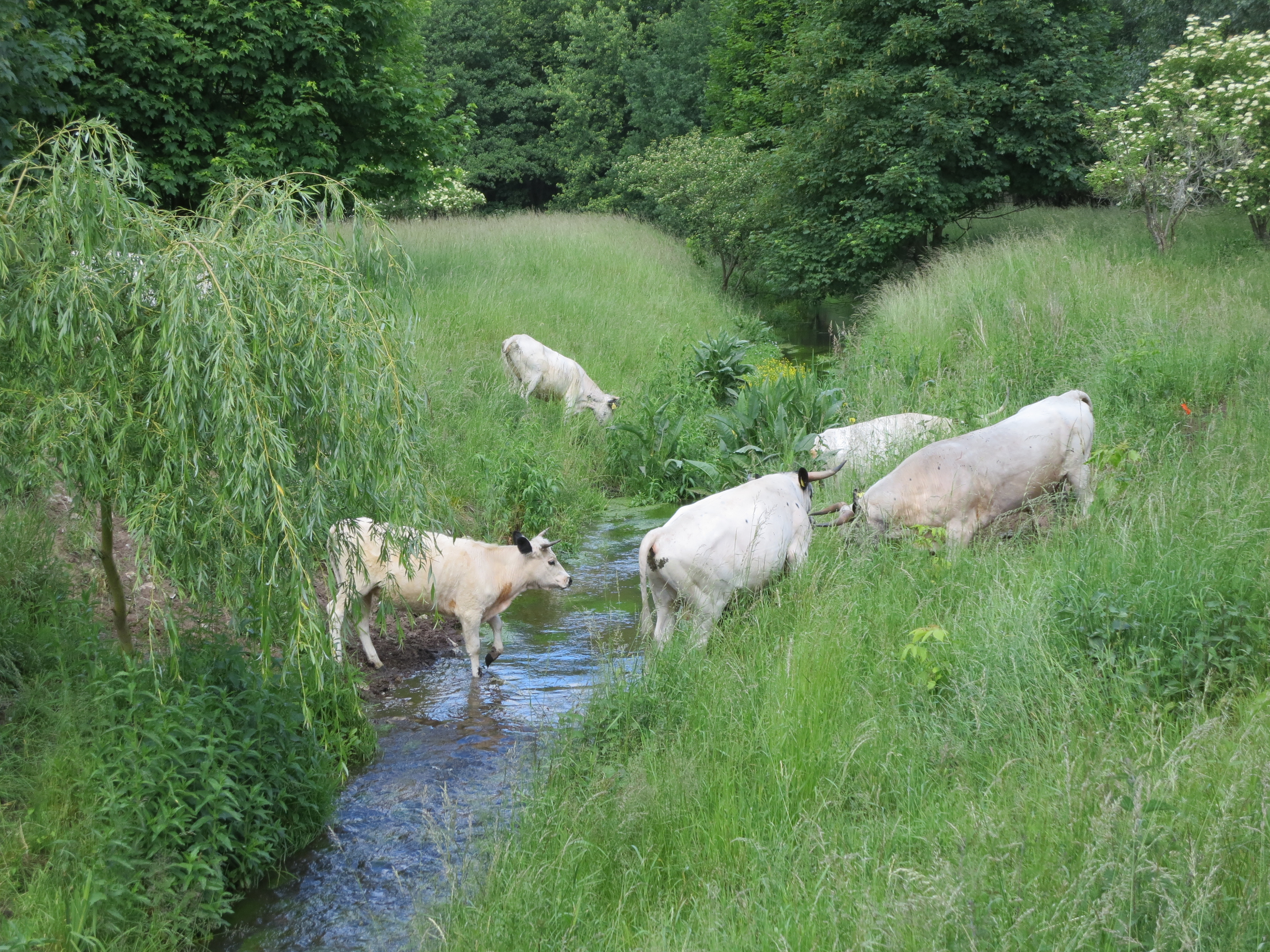
Englische Parkrinder am Lietzengraben im NSG „Karower Teiche“

Die Renaturierung der Rieselfelder hat in den letzten dreißig Jahren zur Entstehung einer halboffenen, teilweise verbuschten oder wieder bewaldeten Landschaft geführt. Der Lietzengraben mit seinen Feuchtbiotopen bereichert diese Landschaft und gewährt vielen, teilweise auch seltenen Pflanzen- und Tierarten einen zusätzlichen Lebensraum. Er ist zugleich wesentlicher Bestandteil des seit 2007 mit robusten Rinderrassen und Konik-Pferden betriebenen Waldweideprojektes. Für die Beweidung ausgewählte Territorien befinden sich nahezu über den gesamten Einzugsbereich des Lietzengrabens verteilt. Besucher haben die Möglichkeit, die frei zugänglichen Weideflächen auf ausgewiesenen Wegen zu begehen und somit die Beweidung unmittelbar zu erleben.

## Lietzengrabenniederung

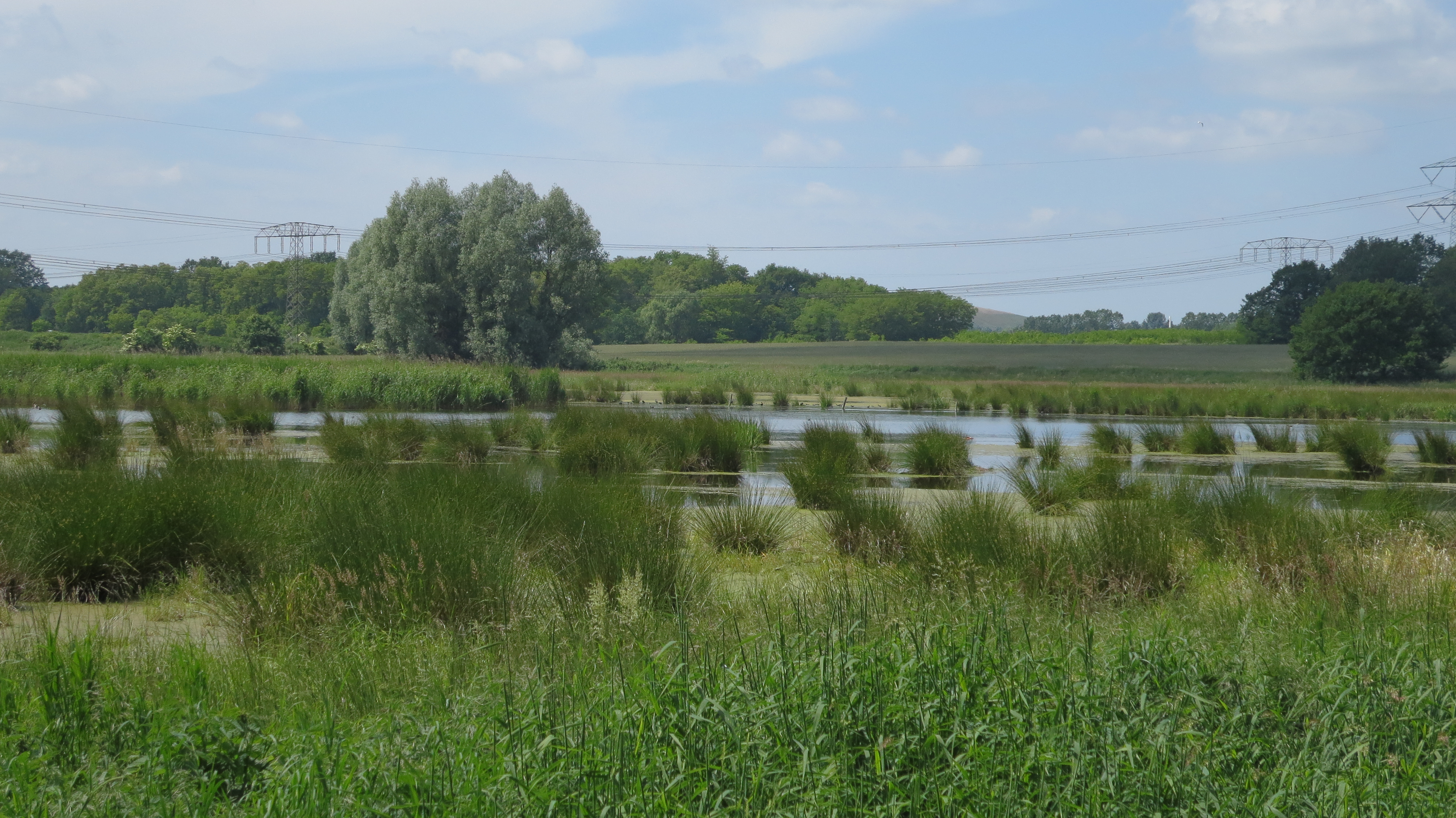
Teichlandschaft am Alten Lietzengraben

Der Alte Lietzengraben vermittelt ein Bild von der ursprünglichen Natürlichkeit des Baches. Seit der Unterschutzstellung des Gebietes im Jahre 2002 ist das Gewässer in diesem Abschnitt wieder zu einem naturnahen Wiesengraben geworden, der auch landschaftsgestaltend wirkt. So haben sich seine Uferbereiche und die umgebenden Wiesen zum Lebensraum vieler seltener und gefährdeter Arten entwickelt. Die in neu entstandenen Wasserflächen an den tiefsten Stellen der Niederung werden gern von Sumpf- und Wasservögeln aufgesucht. Der Kiebitz hat in der Niederung eines seiner wenigen Brutreviere in Berlin, der Eisvogel findet hier Lebensraum, wobei ihm die im Graben lebenden Stichlinge als Nahrungsquelle dienen. Im Herbst können regelmäßig Kraniche auf den Wiesen beobachtet werden.